# Agaocnemis pruina
Agaocnemis pruina är en skalbaggsart som beskrevs av Moser 1918. Agaocnemis pruina ingår i släktet Agaocnemis och familjen Melolonthidae. Inga underarter finns listade i Catalogue of Life.